# Zaláta
Zaláta là một thị trấn thuộc hạt Baranya, Hungary. Thị trấn này có diện tích 21,83 km², dân số năm 2010 là 287 người, mật độ 13 người/km².